# Болгаро-британские отношения
Болгаро-британские отношения — двусторонние международные отношения между Болгарией и Великобританией. 

## История
Страны установили дипломатические отношения в июле 1879 года после обретения Болгарией независимости от Османской империи. 
После начала в 1914 году Первой мировой войны Британская империя вступила в войну на стороне стран Антанты. Болгария объявила о своём нейтралитете, но 6 сентября 1915 года были подписаны документы о присоединении Болгарии к блоку Центральных держав, а 15 октября 1915 года она вступила в войну на стороне Центральных держав. 
Во время Второй мировой войны 12 декабря 1941 года Великобритания объявила войну Болгарии (как стране-союзнику гитлеровской Германии). 13 декабря 1941 года Болгария объявила войну Великобритании. Дипломатическое урегулирование взаимоотношений между Болгарией и странами Антигитлеровской коалиции было завершено после подписания в 1947 году в Париже мирного договора.
В условиях начавшейся «холодной войны» Великобритания в сентябре 1949 года вошла в состав военно-политического блока НАТО, а Болгария в мае 1955 года - в состав Организации Варшавского Договора. В результате, развитие контактов между странами оказалось осложнено (только 14 декабря 1955 года Болгария была принята в Организацию Объединённых Наций).
Начиная с 1989 отношения являются дружественными. В Болгарии есть посольство в Лондоне, а в Великобритании есть посольство в Софии. Обе страны являются членами НАТО.

## Королевские визиты в Болгарию
- Принц Уэльский
  - 6-8 ноября 1998 — София и Пловдив
  - 13-14 марта 2003 — София и Варна

- Герцог Йоркский
  - 17-19 октября 2001 — София

- Граф Уэссекский и графиня Уэссекская
  - 23-24 июня 2013 — София

- Герцог Кентский
  - 7-9 апреля 2014 — София и Пловдив